# 170007 Strateva
170007 Strateva este un asteroid din centura principală de asteroizi.

## Descriere
170007 Strateva este un asteroid din centura principală de asteroizi. A fost descoperit pe 5 octombrie 2002 la Apache Point Observatory în cadrul programului Sloan Digital Sky Survey. Asteroidul prezintă o orbită caracterizată de o semiaxă mare de 2,69 ua, o excentricitate de 0,16 și o înclinație de 9,2° în raport cu ecliptica.